# Thouars Foot 79
Il Thouars Foot 79 è una società calcistica francese della città di Thouars. Gioca attualmente nel gruppo G dello Championnat de France Amateurs 2, il campionato francese di quinto livello.

## Ex allenatori
- 1985-1997 : Bertrand Marchand
- 1995-1998 : Thierry Goudet
- 2001 : Jacky Lemée
- dal 2003: Jean-Philippe Faure

## Ex giocatori
- Pierre-Emmanuel Bourdeau
- Jean-Pierre Brucato
- Nicolas Goussé
- Stéphane Grégoire
- Bertrand Marchand
- Jérémy Stinat